# Periploca calophylla
Periploca calophylla là một loài thực vật có hoa trong họ La bố ma. Loài này được (Baill.) Roberty mô tả khoa học đầu tiên năm 1953.